# Coccidiostático
Un coccidiostático es un agente antiprotozoario que actúa sobre parásitos coccidios.

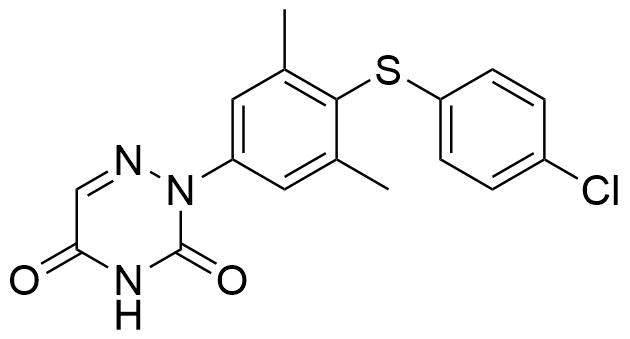
M. W. Miller, DE 2149645 (1972).

Ejemplos de esa clase de agentes son:
| - amprolium - arprinocida - arteméter - clopidol - decoquinato - diclazuril - dinitolmida - etopabato - halofuginona - lasalocid - lumefantrina | - monensina - narasina - nicarbazina - oryzalina - robenidina - roxarsona - salinomicina - espiramicina - sulfadiazina - toltrazuril - triazuril |